# Rat (Automarke)

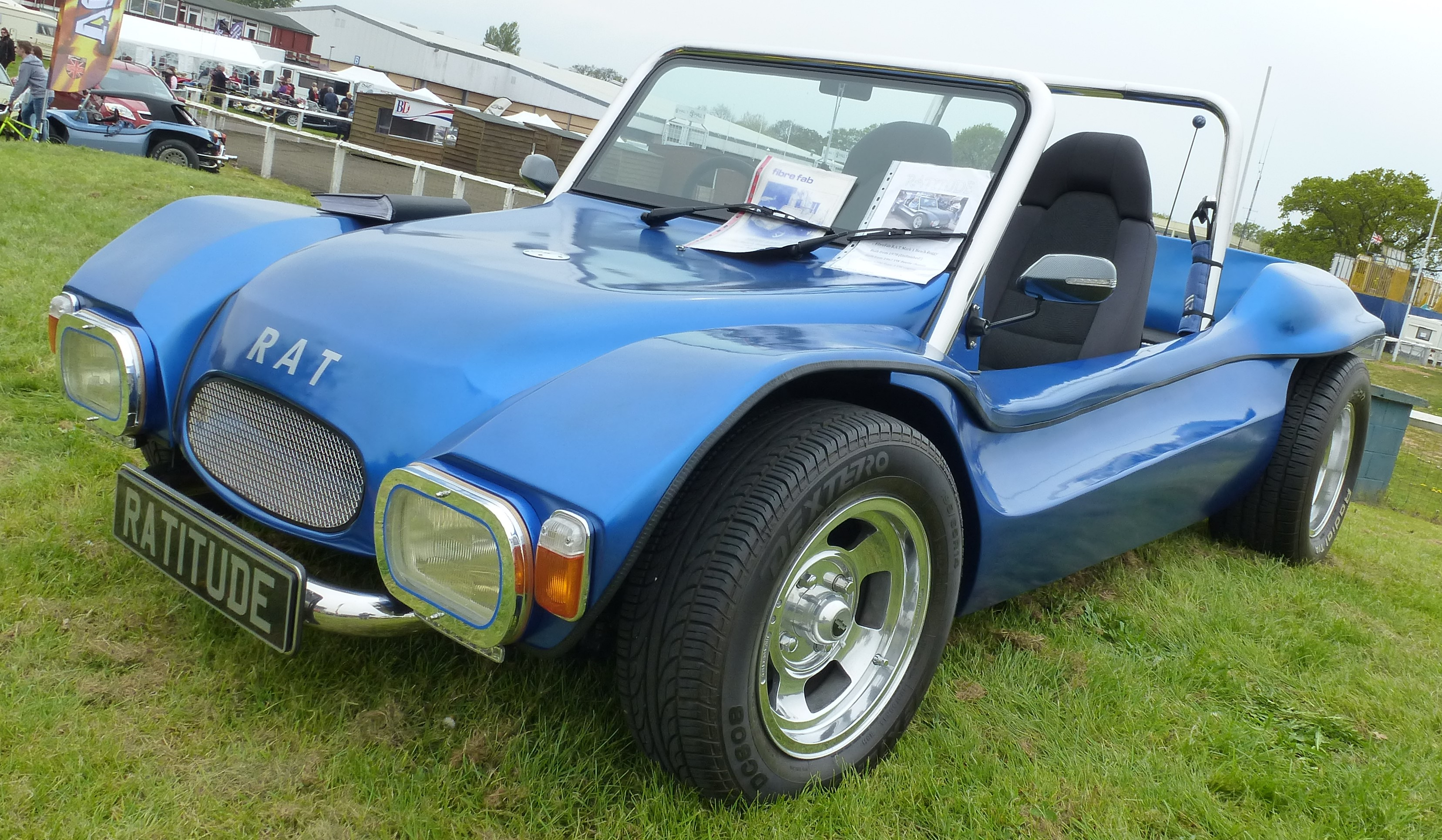
Rat Buggy

Rat war eine britische Automarke.

## Markengeschichte
Robert Taylor, Anthony Hill und Trevor Pym gründeten 1970 in Crowthorne das Unternehmen Fibre-Fab und begannen mit der Produktion von Automobilen. Der Markenname lautete Rat, nach den Initialen ihrer Vornamen. Taylor und Pym schieden 1972 aus. Hill emigrierte 1981 nach Australien. FF Kit Cars & Conversions unter Leitung von Tim Cooksey setzte die Produktion bis 1985 fort. Zwischen 1987 und 1992 verwendete Country Volks aus Basingstoke unter Leitung von Stephen Wilson den Markennamen. Insgesamt entstanden etwa 420 Exemplare.
Der Export erfolgte auf die Kanarischen Inseln, nach Spanien, in den Mittleren Osten, nach Deutschland, Rhodesien, Mosambik, Dänemark, Israel, Südafrika und in die USA.

## Fahrzeuge
Im Angebot stand nur ein Modell. Dies war ein VW-Buggy. Er ähnelte dem Buggy von GP, allerdings mit einer eigenständigen Front mit tief angeordneten Scheinwerfern. Die Basis bildete das Fahrgestell vom VW Käfer. Zunächst war nur eine Version für ein verkürztes Fahrgestell verfügbar. 1974 ergänzte eine längere Version für ein ungekürztes Fahrgestell das Sortiment. 1979 waren neue Formen für die kurze Version notwendig, weil die alten Formen verschlissen waren.